# Pavarolo
Pavarolo és un comune (municipi) de la ciutat metropolitana de Torí, a la regió italiana del Piemont, situat a uns 10 quilòmetres a l'est de Torí. A 1 de gener de 2019 la seva població era de 1.135 habitants.
Pavarolo limita amb els següents municipis: Gassino Torinese, Castiglione Torinese, Baldissero Torinese, Montaldo Torinese i Chieri.